# Conde da Costa
O título de Conde da Costa foi criado por decreto de 9 e por carta de 23 de Maio de 1875 do rei D. Luís I de Portugal a favor de José Guedes de Carvalho Menezes da Costa, 1º conde da Costa.

## Titulares
1. José Guedes de Carvalho Menezes da Costa, 1º conde da Costa ( vitalício )
2. Francisco Guedes de Carvalho e Menezes da Costa, 2º conde da Costa e 1º visconde de Guedes ( vitalicio renovado )
A representação do título recaiu no irmão seguinte do anterior, em Joaquim Guedes de Carvalho e Menezes da Costa e seguiu na sua filha  D. Ana José Guedes de Carvalho e Menezes da Costa, que deixou em testamento a Casa da Costa e a representação do título ao seu sobrinho neto  Dr. José Damásio Guedes da Costa Ferreira de Sequeira Braga. Actualmente a representação o título está na sua filha  D. Maria Leonor Satúrio Pires de Sequeira Braga